# San Francesco del Deserto
San Francesco del Deserto ist eine knapp 3,7 ha große Insel zwischen Burano und Sant’Erasmo in der Lagune von Venedig. Sie war in römischer Zeit bis etwa 650 bewohnt, musste dann aufgegeben werden, um im 13. Jahrhundert neubesiedelt zu werden. Das dortige Kloster geht auf einen legendenhaften Besuch des heiligen Franz von Assisi zurück.

## Geographie
Die Insel ist 300 Meter lang und bis zu knapp 170 Meter breit sowie bis zu einem Meter hoch. Die Flächenausdehnung beträgt 3,68 Hektar (36.832 Quadratmeter). Die Insel wies zur Volkszählung 2001 neun Bewohner auf, davon waren acht Männer (Kloster).

## Geschichte
Ursprünglich war die Insel Teil einer Landschaft vom Typ der Barena. Archäologische Spuren reichen möglicherweise bis in das 1. Jahrhundert zurück. Im 4. Jahrhundert war die Insel bewohnt, ab dem 5. Jahrhundert kontinuierlich. Zu dieser Zeit prosperierte die Insel, und so war man nicht bereit, die Insel aufzugeben, als der Meeresspiegel stieg. Daher wurden einige Ufer mittels parallel laufender Palisadenreihen befestigt. Die Zwischenräume füllte man mit Schutt, Amphorenbruckstücken und Ziegeln. 280 cm unter dem gegenwärtigen Bodenniveau fand man Reste von Töpferwaren und Teile eines Bootes, das sich in die Zeit zwischen 425 und 550 datieren ließ. In dieser Zeit lagerten sich verstärkt Sedimente ab, gleichzeitig stieg der Meeresspiegel – eine Tendenz, die sich in der gesamten Lagune zeigte. Ende des 6. Jahrhunderts, so nahm man lange an, mussten die Bewohner die Insel trotz aller Bemühungen aufgeben. Es zeigte sich jedoch, dass die Insel mindestens bis um 650 bewohnt war. Bis dahin stand die Insel in einem weiträumigen Handel mit Wein und anderen Gütern aus dem gesamten östlichen Mittelmeerraum. Amphorenfunde zeigen ebenso, dass bis Anfang des 7. Jahrhunderts Waren aus Nordafrika kamen. Rund drei Viertel der Scherben stammten allerdings aus der Ägäis und aus Kleinasien.
Im Hochmittelalter Isole delle due Vigne genannt, wurde sie der Legende nach von dem 1220 aus Ägypten und Palästina zurückgekehrten Prediger Franz von Assisi wegen ihrer ruhigen Lage und der Möglichkeit, hier ein Leben in Frieden und Demut zu führen, als Wohnsitz gewählt. Im März 1233 wurde dem inzwischen entstandenen Franziskanerorden die Insel von Jacopo Michiel geschenkt. Er gehörte zur Dogenfamilie und war über seine Frau mit dem Patriarchen von Grado, Angelo Barozzi, verwandt. Dort, wo der Heilige seine erste bescheidene Behausung gebaut hatte (inzwischen wurde die Insel San Francesco genannt), und wo bereits eine der beiden Kirchen stand, errichtete der Orden der Francescani Minori (Minoriten) ein Kloster. Dieses wurde 1420 aufgegeben, da sich die klimatischen Bedingungen derart verschlechtert hatten, dass ein weiterer Verbleib auf der Insel unmöglich wurde. Für über 30 Jahre war die Insel unbewohnt. Die Verwüstungen und die Leere auf der Insel gaben ihr schließlich ihren heutigen Namen San Francesco del Deserto.
1453 erhielten die Frati Minori Osservanti die Insel von Papst Pius II. zugesprochen. Die Mönche renovierten die Kirche und den Konvent, und sie errichteten das Renaissancekloster. Papst Clemens VIII. übereignete das Kloster und die Insel den Frati Minori Riformati im Jahr 1594. Sie brachten Zypressen auf die Insel und renovierten das Refektorium.
1797 wurde die Republik Venedig durch Napoleon aufgehoben, französische Soldaten plünderten die Insel und raubten zahlreiche Kunstschätze. 1806 wurde das Kloster, wie alle Klöster, aufgelöst, die Mönche verließen die Insel. Nach einem halben Jahrhundert, in dem die verlassene Insel als Pulvermagazin diente, wurden die Franziskaner von den Österreichern um Wiederbesiedlung der Insel gebeten, die sie am 23. Dezember 1856 dem Patriarchat von Venedig schenkten. Am 31. Mai 1858 kehrten die Franziskaner auf die Insel zurück.
Das zwischen Zypressen hervorlugende Klostergemäuer beherbergt zwei Kreuzgänge und wird von Touristen, die auf San Francesco del Deserto Frieden, Beschaulichkeit und Gastfreundschaft suchen, besucht. Die Insel ist allerdings nur mit privaten Booten von Burano oder Sant’Erasmo her erreichbar.

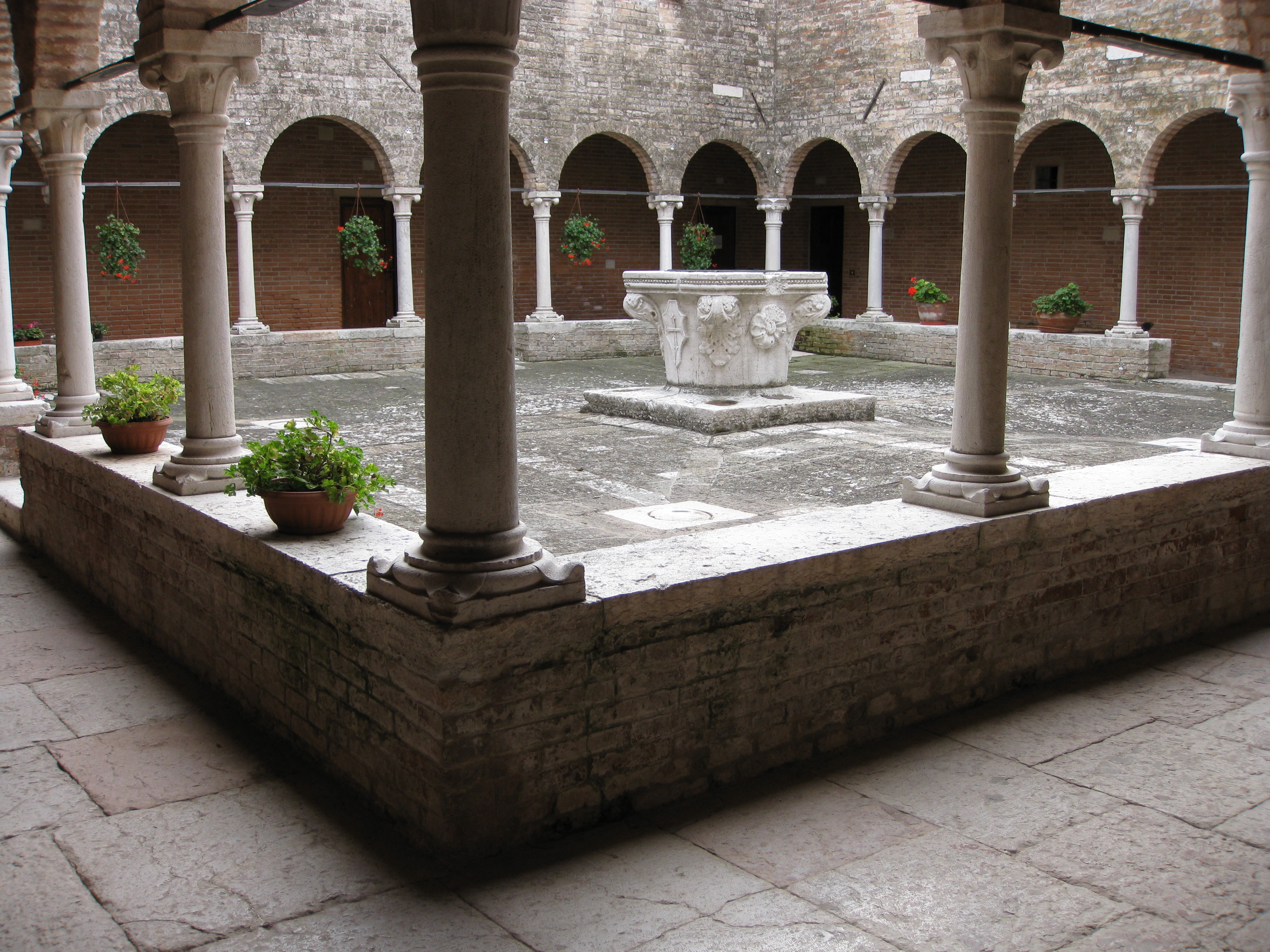
Kreuzgang